# 76-мм короткая пушка
3-дюймовая короткая пушка образца 1913 года — российское и советское лёгкое артиллерийское орудие периода Первой мировой и Гражданской войн.

## История
Ещё при создании 3-дюймовки было очевидно, что она совершенно не подходит для непосредственной поддержки пехоты, из-за большой массы. Нужно было создать облегчённое орудие с укороченным стволом. Под «длинной» при этом подразумевалась 76-мм полевая пушка образца 1902 года с длиной ствола 30 калибров. Конструктивно новое орудие было создано на базе 76-мм горной пушки образца 1909 года. Была изготовлена, испытана и поставлена на производство на Путиловском заводе в 1914 году. Принята на вооружение в том же году. Приняла активное участие в Первой мировой войне, где показала себя как отличное орудие сопровождения пехоты. В 1915 году из-за нехватки 76-мм пушек образца 1902 года ими стали укомплектовать штатные батареи дивизионной артиллерии.

## Дальнейшее использование
- СССР. Эти орудия применялись и после Первой мировой войны в Красной Армии, но вскоре эти пушки были отправлены в склады. В середине 20-х годов на базе этой и 76-мм противоштурмовой пушки была создана 76-мм полковая пушка образца 1927 года. В 1938 году оставшимися короткими пушками вооружили морскую пехоту. Есть отрывочные упоминания о применении этих пушек в Великой Отечественной войне.

- Финляндия. От царской армии финнам досталось заметное количество лёгких 76-мм противоштурмовых и коротких пушек обр. 1910 и 1913 годов, соответственно. Был налажен выпуск боеприпасов к ним. Пушки использовались в обеих войнах против СССР.